# Библиография Владимира Аленикова
В этом списке перечисляются произведения писателя, поэта, поэта-переводчика и режиссёра Владимира Аленикова.

## Проза
- Белый лист // литературно-художественный сборник «Дружба». — Л.: «Детская литература», 1974.
- Моника, или Возвращение мертвого мотоциклиста. — М.: «ЗиС», 1997. — 240 с. — ISBN 978-5894050065.
- Приключения Петрова и Васечкина, обыкновенные и невероятные. — М.: «ЗиС», 1998. — 159 с. — ISBN 5-89405-003-0.
- Приключения Петрова и Васечкина, обыкновенные и невероятные. — М.: «Терра», 2001. — 202 с. — ISBN 978-5275003024.
- Поиски любви. — М.: «Столица-принт», 2003. — 512 с. — ISBN 5-98132-008-7.
- Чучело-мяучело. Истории для детей. — М.: «Стрекоза-пресс», 2004. — 62 с. — ISBN 5-94563-743-2.
- Поиски любви. Кн. 1. — М.: «Столица-принт», 2005. — 508 с. — ISBN 5-98132-050-8.
- Поиски любви. Кн. 2. — М.: «Столица-принт», 2005. — 556 с. — ISBN 5-98132-051-6.
- Ублюдки: из жизни горожан. — С.-Пб.: «Лимбус-пресс», 2005. — 288 с. — ISBN 5-8370-0409-2.
- Приключения Петрова и Васечкина, обыкновенные и невероятные. — М.: «Стрекоза-пресс», 2006. — 159 с. — ISBN 5-479-00429-8.
- Классиков надо беречь, или Короткие истории про Петрова и Васечкина. — М.: «Эгмонт Россия Лтд», 2007. — 96 с. — ISBN 978-5-9539-1591-5.
- Приключения Петрова и Васечкина, обыкновенные и невероятные. — М.: «Эгмонт Россия Лтд», 2007. — 528 с. — ISBN 978-5-9539-2114-5.
- Каникулы Бонифация, бурёнка из Маслёнкино и другие истории; Чучело-мяучело. — М.: «Стрекоза», 2007. — ISBN 978-5-89537-341-5.
- Жизнь замечательных людей, или Приключения Петрова и Васечкина. — М.: «Эгмонт Россия Лтд», 2007. — 176 с. — ISBN 978-5-9539-1582-3.
- Звезда упала. — М.: «АСТ», 2010. — 320 с. — ISBN 978-5-226-02017-9.
- Свой почерк в режиссуре. — М.: «Мир искусства», 2011. — 272 с. — ISBN 978-5-904407-07-0.
- Приключения Петрова и Васечкина, обыкновенные и невероятные. — М.: «Рипол Классик», 2011. — 160 с. — ISBN 978-5-386-02999-9.
- Случайные закономерности. Стихи, проза, воспоминания. — М.: «Зебра Е», 2012. — 624 с. — ISBN 978-5-905629-34-1.
- Чучело-мяучело. Истории для детей. — М.: «Азбукварик групп», 2012. — 80 с. — ISBN 978-5-402-01321-6.
- Сумерки в спальном районе. — М.: «Рипол Классик», 2012. — 416 с. — ISBN 978-5-386-04871-6.
- Приключения Петрова и Васечкина. — М.: «Рипол Классик», 2013. — 256 с. — ISBN 978-5-386-05237-9.
- Каникулы Петрова и Васечкина. — М.: «Рипол Классик», 2013. — 274 с. — ISBN 978-5-386-05238-6.
- Весёлые истории про Петрова и Васечкина. — М.: «Рипол Классик», 2013. — 212 с. — ISBN 978-5-386-05399-4.
- Чучело-мяучело: книжка с песенкой. — М.: «Азбукварик Групп», 2013. — 10 с. — ISBN 978-5-402-01459-6.
- Богатырская история. Сказочные повести. — М.: «Рипол Классик», 2014. — 190 с. — ISBN 978-5-386-07375-6.
- Петров и Васечкин в стране Эргония. Новые приключения. — М.: «Рипол Классик», 2015. — 238 с. — ISBN 978-5-386-08422-6.
- Свой почерк в режиссуре. — М.: «Рипол Классик», 2015. — 448 с. — ISBN 978-5-386-08413-4.
- Петров и Васечкин в Африке. Приключения продолжаются. — М.: «Рипол Классик», 2015. — 227 с. — ISBN 978-5-386-08898-9.
- Между дублями. (Сборник поэзии и прозы актёров и режиссёров театра и кино) — М.: «Спорт и культура-2000», 2016. — 255 с. — ISBN 978-5-91775-290-7.
- Петров и Васечкин в Колумбии. В поисках сокровищ. — М.: «Рипол Классик», 2016. — 253 с. — ISBN 978-5-386-09470-6.
- Время дождей. Стихи и переводы. — С.-Пб.: «Петрополис», 2016. — 275 с. — ISBN 978-5-9676-0771-4.
- Классиков надо беречь, или короткие истории о Петрове и Васечкине. — М.: Эгмонт, 2017. — 96 с. — ISBN 978-5-4471-4292-6.
- Приключения Петрова и Васечкина, обыкновенные и невероятные. — М.: Эгмонт, 2017. — 496 с. — ISBN 978-5-4471-4289-6.
- Жизнь замечательных людей, или Приключения Петрова и Васечкина. — М.: Эгмонт, 2017. — 176 с. — ISBN 978-5-4471-4302-2.
- Чучело-Мяучело и другие сказки. — М.: Стрекоза, 2017. — 63 с. — ISBN 978-5-9951-3464-0.
- Приключения Петрова и Васечкина. — М.: «Рипол Классик», 2017. — 240 с. — ISBN 978-5-386-10172-5.
- Каникулы Петрова и Васечкина. — М.: «Рипол Классик», 2017. — 184 с. — ISBN 978-5-386-10171-8.
- Весёлые истории про Петрова и Васечкина. — М.: «Рипол Классик», 2017. — 224 с. — ISBN 978-5-386-10283-8.
- Петров и Васечкин в стране Эргония. — М.: «Рипол Классик», 2017. — 240 с. — ISBN 978-5-386-10273-9.
- И снова Петров и Васечкин. Покорители Африки. — М.: «Рипол Классик», 2017. — 272 с. — ISBN 978-5-386-10303-3.
- Необыкновенные приключения Петрова и Васечкина в Колумбии. — М.: «Рипол Классик», 2017. — 256 с. — ISBN 978-5-386-09470-6.
- Новейшие приключения Петрова и Васечкина в горах Кавказа. — М.: «Рипол Классик», 2018. — 208 с. — ISBN 978-5-386-10431-3.
- Пантелей, Пугало и отличница Пёрышкина. (Необыкновенные истории). — М.: «Рипол Классик», 2017. — 172 с. — ISBN 978-5-386-10320-0.
- Странники терпенья. — М.: «Рипол Классик», 2018. — 452 с. — ISBN 978-5-386-10534-1.
- Звезда упала: роман. — М.: «Рипол Классик», 2019. — 351 с. — ISBN 978-5-386-12550-9.
- Странники терпенья. — М.: «Рипол Классик», 2019. — 445 с. — ISBN 978-5-386-12382-6.
- Новое время дождей. Стихи и переводы. — С.-Пб.: «Петрополис», 2016. — 371 с. — ISBN 978-5-9676-0771-6.
- Очень тихий городок. — М.: «Рипол Классик», 2020 . — 249 с. — ISBN 978-5-386-13562-1.
- Ублюдки. — М.: «Рипол Классик», 2020 . — 183 с. — ISBN 978-5-386-13576-8.
- Спальный район. — М.: «Рипол Классик», 2020 . — 162 с. — ISBN 978-5-386-13579-9.
- Сумерки в спальном районе. — М.: «Рипол Классик», 2020 . — 148 с. — ISBN 978-5-386-13679-6.
- Приключения Петрова и Васечкина — М.: «Рипол Классик», 2021. — 238 с. — ISBN 978-5-386-13809-7.
- Каникулы Петрова и Васечкина — М.: «Рипол Классик», 2021. — 238 с. — ISBN 978-5-386-13808-0.
- Земля гигантских муравьёв — М.: «Рипол Классик», 2021. — 238 с. — ISBN 978-5-386-13810-3.
- В поисках несметных сокровищ — М.: «Рипол Классик», 2021. — 238 с. — ISBN 978-5-386-13811-0.
- Мятежники — М.: «Рипол Классик», 2023. — 254 с. — ISBN 978-5-386-15116-4.

## Стихи
- Спящий слон // «Аврора» : журнал. — 1972. — № 6.
- Бег // «Искорка» : журнал. — 1972. — № 11.
- подборка // «Колобок». Приложение к журналу «Кругозор» : журнал. — 1973. — № 1.
- Чебурашка. Сборник, вып. 5. Песня из мультфильма «Пантелей и Пугало» — М.: «Советский композитор», 1986
- // «Фонтан» : журнал. — 2007. — № 116.
- Песни из мультфильмов и кинофильмов. Сборник. — М.: «Стрекоза», 2009. — ISBN 978-5-9951-0364-6.
- Подборка стихов // Vita — литературно-художественный альманах. Вып. 5. — М.: «Порт приписки», 2018. — ISBN 978-5-604-18833-0.
- Подборка стихов // Vita — литературно-художественный альманах. Вып. 6. — М.: «Порт приписки», 2019. — ISBN 978-5-604-18836-1.

## Переводы
- Пабло Пикассо // «Иностранная литература». — 1970. — № 3.
- Хосе Марти // «Латинская Америка». — 1970. — № 5.
- М. В. Волькенштейн. Стихи как сложная информационная система. Н. Ленау. Зимняя ночь // «Наука и жизнь». — 1970. — № 1 [нет в источнике].
- Гаучо Аргентины // «Латинская Америка». — 1971. — № 5.
- Поэзия Венесуэлы // «Латинская Америка». — 1972. — № 1.
- «Звезда». — 1972. — № 8.
- «Звезда». — 1972. — № 10.
- Луи XVI. Пер. с англ. // «Вовочка». — 2005. — № 12.

### Переводы стихотворений в произведениях
- Ф. П. Родригес. Серебряный колокол. — М.: «Художественная литература», 1972. — 223 с.
- Европейские поэты возрождения. — М.: «Художественная литература», 1974. — 735 с. — (Библиотека всемирной литературы. Серия первая. Т. 32.)
- Л. А. Промет. Шкатулка без замка. — М.: «Художественная литература», 1974. — 286 с.
- Х. Марти. Избранное. Стихотворения, статьи, очерки. — М.: «Художественная литература», 1974. — 381 с.
- М. А. Кесамаа, Э. Таккер. АБВ водяного человечка. — М.: «Физкультура и спорт», 1974. — 32 с.
- Искусство Франции XV—XX веков. — Л.: «Аврора», 1975. — 229 с.
- Родники. Альманах. Вып. 4. — М.: «Молодая гвардия», 1976.
- Из филиппинской поэзии XX века. — М.: «Художественная литература», 1981. — 255 с.
- Книга песен. Из европейской лирики XIII—XVI веков. — М.: «Московский рабочий», 1986. — 637 с.